# Резоаре (Марамуреш)
Резоаре (рум. Răzoare) — село у повіті Марамуреш в Румунії. Адміністративно підпорядковане місту Тиргу-Лепуш.
Село розташоване на відстані 379 км на північний захід від Бухареста, 28 км на південний схід від Бая-Маре, 75 км на північ від Клуж-Напоки.

## Населення
За даними перепису населення 2002 року у селі проживали 1292 особи. Рідною мовою 1287 осіб (99,6%) назвали румунську.
Національний склад населення села:
| Національність | Кількість осіб | Відсоток |
| -------------- | -------------- | -------- |
| румуни         | 1252           | 96,9%    |
| цигани         | 34             | 2,6%     |
| угорці         | 5              | 0,4%     |